# Pat Hewson
Patrick Carroll "Pat" Hewson là một cựu cầu thủ bóng đá người Anh từng thi đấu ở vị trí hậu vệ.
Hewson thi đấu ở Football League cho Gateshead từ năm 1953 đến năm 1958 sau một thời gian ở tại West Bromwich Albion. Ông cũng nằm trong danh sách của đội bóng Northern League Crook Town đầu sự nghiệp.